# Ногерас
Ногерас (ісп. Nogueras) — муніципалітет в Іспанії, у складі автономної спільноти Арагон, у провінції Теруель. Населення — 35 осіб (2010).
Муніципалітет розташований на відстані близько 240 км на схід від Мадрида, 90 км на північ від міста Теруель.

## Демографія
Динаміка населення (INE ):